# Bruno Cristiano Conceição Carvalho Santos
Bruno Cristiano Conceição Carvalho Santos, mais conhecido por "Cris" (Fajões, 17 de Janeiro de 1984) é um futebolista português.
Mede 1.78cm e joga no meio campo actualmente do Feirense.
Estreou-se na primeira divisão a; 17 de Agosto de 2007 ao serviço da Académica, numa visita a Alvalade, a equipa de Coimbra acabou por sair derrotada por 4-1.
joga com numero 17 nas costas
Cris, destacou-se no (C.D.F.) Clube Desportivo Feirense, onde jogou como profissional, de 2003 a 2007.
Pelo seu grande empenho no Feirense, Cris, foi transferido para a Académica de Coimbra onde jogou de 2007 a 2010.
Pelas suas grande exibições ao serviço da Académica, Cris, no fim da época  2009/2010, decidiu ir jogar para fora, e teve a sua primeira experiência no estrangeiro ao serviço dos Gregos do Asteras Tripolis.
Ao fim de uma época fora, Cris teve várias propostas de clubes portugueses, decidiu por voltar ao  Feirense, como diz o velho ditado "o bom menino a casa torna", e Cris voltou ao Feirense clube que subiu a primeira divisão.